# فرناندو بايانو
فرناندو بايانو (بالبرتغالية: Fernando Baiano‏) (مواليد 18 مارس 1979 في ساو باولو) هو لاعب كرة قدم برازيلي سابق. لعب سابقاً لأندية الوحدة والجزيرة الإماراتيين ونادي الاتحاد السعودي.

## روابط خارجية
- فرناندو بايانو على موقع الاتحاد الدولي (مؤرشف)  (الإنجليزية)
- فرناندو بايانو على موقع قاعدة بيانات كرة القدم.إي يو (الإنجليزية)
- فرناندو بايانو على موقع Soccerway.com (الإنجليزية)
- فرناندو بايانو على موقع عالم كرة القدم.نت (الإنجليزية)
- فرناندو بايانو على موقع كووورة